# Lebou wolof
Le lebu wolof (ou lebou oulof) est une langue du Sénégal étroitement liée au wolof proprement dit, mais non mutuellement intelligible. Le caractère distinctif de la langue était obscurci par le fait que tous les Lébu sont bilingues en wolof . Le lebu wolof est la source du wolof standard, la langue nationale du Sénégal,.